# Joe Strummer
Joe Strummer, pseudoniem van John Graham Mellor (Ankara, 21 augustus 1952 – Broomfield, 22 december 2002), was een Brits rockzanger. Hij kreeg vooral bekendheid als de zanger van de punkgroep The Clash.

## Levensloop
Joe Strummer werd geboren als kind van Ronald Mellor, een Brits diplomaat van Anglo-Armeense en joodse origine en de Schotse Anna Mackenzie. Strummer genoot opleidingen aan diverse privéscholen. Hij ontwikkelde belangstelling voor gitaarmuziek. In de jaren zeventig werkte hij in de Londense muziekwereld, waar hij onder de naam Woody (naar een van zijn helden Woody Guthrie) als pubrocker en straatmuzikant overleefde.
In 1976 woonde hij een concert bij van de rockgroep Sex Pistols dat diepe indruk op hem maakte. Strummer werd gevraagd door manager Bernie Rhodes een band te vormen met gitarist Mick Jones en bassist Paul Simonon. Zij noemden zich The Clash. Drummer Topper Headon werd na vele audities later gerekruteerd. Het debuutalbum The Clash was en is een inspiratie voor vele (aspirant-)muzikanten.
De opvolger Give 'Em Enough Rope werd ook in de Verenigde Staten uitgebracht en maakte de weg vrij voor wereldwijd succes.
In december 1979 kwam het dubbelalbum London Calling uit, dat nog steeds wordt gezien als een van de hoogtepunten uit de geschiedenis van de rock-'n-roll. Opvallend is dat hier uit het smalle punkkader werd gestapt en vele andere muziekinvloeden in de muziek van The Clash werden opgenomen, zoals dub, reggae en rockabilly.
Sandinista! was een driedubbelalbum uit 1981, dat verdergaat op de koers die op hun vorige plaat werd ingeslagen. De titel verwijst naar de Sandinistische revolutie die op dat moment plaatsvond in Nicaragua en veel respect afdwong bij de groepsleden.
In 1982 behaalde The Clash hun commerciële hoogtepunt met het album Combat Rock, waarop onder andere de nummers Should I Stay or Should I Go en Rock the Casbah staan.
Nadien ging het bergafwaarts met de groep. Wegens zijn heroïneverslaving werd drummer Topper Headon uit de band gezet en datzelfde lot zou gitarist Mick Jones niet veel later treffen, op het hoogtepunt van hun succes. Een weinig succesvol album volgde (Cut the Crap). In 1986 werd The Clash opgeheven. Ondanks de vele vraag naar reünieconcerten, heeft de groep nooit meer gespeeld.
Strummer hield zich daarna bezig met acteren en speelde in diverse bands. Hij produceerde een album voor The Pogues en verving de zanger ervan tijdens een tournee. Hij overleed onverwachts op 22 december 2002 op 50-jarige leeftijd aan een onvermoede hartaandoening, terwijl hij bezig was met het mixen van de laatste cd van zijn band Joe Strummer and the Mescaleros. Ook waren er voor 2003 nog veel concerten en activiteiten gepland, onder andere een concert in Zuid-Afrika, in samenwerking met Nelson Mandela, in het kader van de aids-bestrijding.
Strummer was een van de oprichters van Future Forests, dat op verschillende plaatsen in de wereld bomen aanplant tegen de opwarming van de aarde. De na zijn dood opgerichte stichting Strummerville zet zich in voor het realiseren van oefenruimten voor beginnende bands.
Fender bracht postuum als eerbetoon een speciale Strummer-Telecaster op de markt in een beperkte oplage.